# 西亭镇
西亭镇是中华人民共和国江苏省南通市通州区下辖的一个镇。
2015年3月24日，江苏省人民政府批复同意将原四安镇九总渡、龙坝2个村委会划归西亭镇管辖。

## 行政区划
西亭镇下辖以下村级行政区划单位：
西亭社区、纱场社区、草庙村、西禅寺村、亭东村、李庄村、八总桥村、同乐村、华芦村、九总渡村和龙坝村。